# His Brother's Blood (film 1914)
His Brother's Blood è un cortometraggio muto del 1914 diretto da Lloyd B. Carleton.

## Produzione
Il film fu prodotto dalla Lubin Manufacturing Company.

## Distribuzione
Distribuito dalla General Film Company, il film - un cortometraggio in due bobine - uscì nelle sale cinematografiche USA il 20 agosto 1914.